# Impressão sob demanda

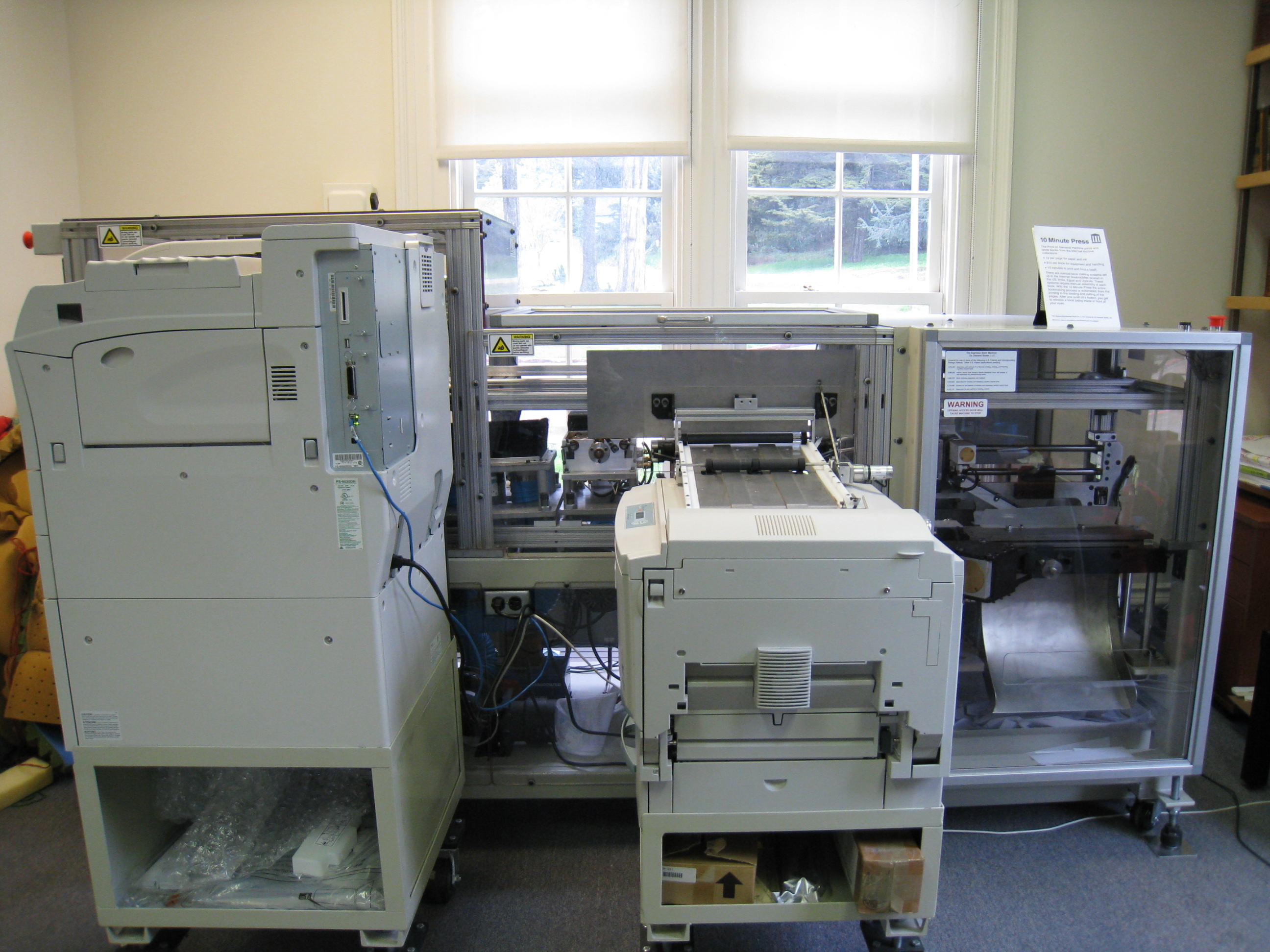
Impressora Book-on-Demand

Impressão sob demanda (do inglês: Print on demand, às vezes também Book-on-Demand) é um método de impressão e modelo de negócios em que as cópias de um livro (ou qualquer outro documento) não são impressos até que seja encomendado. A Impressão sob demanda foi desenvolvida graças à tecnologia de impressão digital, que permite imprimir cópias de um livro num momento em que forem solicitadas pelos leitores, algo improvável em métodos tradicionais de impressão.